# Guillebert de Mets
Guillebert de Mets est un copiste flamand du XVe siècle, échevin de Grammont, né vers 1390-1391 et mort après 1436. Il est connu pour être le  chroniqueur d'une Description de Paris (1434). 

## Biographie
Il vécut à Grammont (aujourd'hui en Flandre-Orientale) et fut « libraire de M. le duc Jean de Bourgogne » (La Haye, Kon. Bib., MS. 133. A. 2), ce qui induit qu'il aurait été déjà au service de Jean sans Peur avant la mort de ce dernier en 1419. Il aurait séjourné par intermittence à Paris entre 1407 et 1419. Il est mentionné comme messager pour le trésorier et receveur de Gand. Peu après 1419, il réapparait dans sa ville de Grammont. En 1431, il représente officiellement celle-ci à Bruxelles lors du mariage d'André de Toulongeon, conseiller de Philippe le Bon. Il a acquis par ailleurs le statut de bourgeois forain de la ville de Gand, plusieurs fois nommé porte-parole de Grammont auprès de la grande ville flamande. Il épouse par la suite la fille d'une échevin de sa ville et tient une auberge sur la grand-place de Grammont. Il y héberge des hôtes de prestige et accueille le banquet annuel validant les comptes de la ville. Il occupe à son tour les fonctions d'échevin, conseiller juré et receveur de Grammont.
Son nom a été parfois au départ écrit de manière erronée « de Metz », y voyant un auteur lorrain originaire de Metz, or en réalité il est bien originaire de Flandre.

## Son œuvre

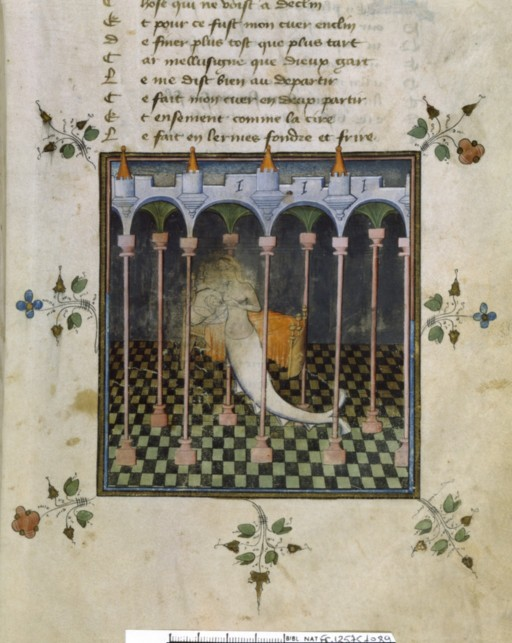
Miniature du Roman de Mélusine, écrit par Guillebert de Mets, 1410.

Le manuscrit original de sa Description de Paris, copié pour le duc de Bourgogne Philippe le Bon est à la Bibliothèque royale Albert Ier de Bruxelles (MS. 9559-64) et contient aussi diverses œuvres, notamment de la poétesse Christine de Pisan dont l'"Epître d'Othéa". C'est la découverte de ce manuscrit qui a permis de redécouvrir son œuvre.
Deux de ses manuscrits ont été illustrés par un groupe d'enlumineurs anonymes connus sous le nom de Maîtres de Guillebert de Mets.